# La muntanya màgica

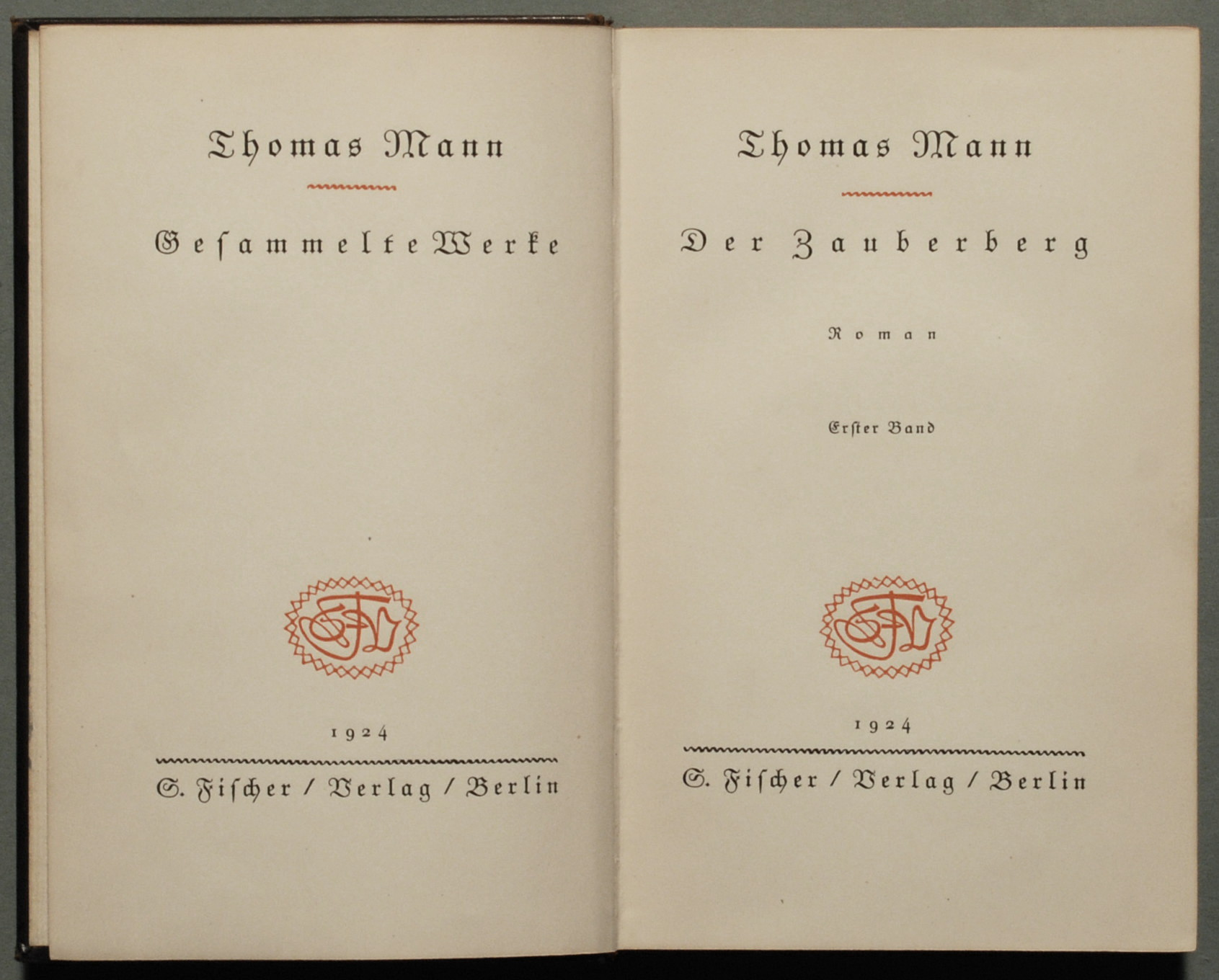
1924

La muntanya màgica (en alemany: Der Zauberberg) és una novel·la de Thomas Mann que es publicà el 1924. Es considera la novel·la més important de Mann i un clàssic de la literatura en llengua alemanya del segle xx. Ha estat traduïda a nombroses llengües.
Thomas Mann començà a escriure la novel·la el 1912, arran d'una visita a la seva dona al Sanatori Wald de Davos en què era internada. Va concebre-la inicialment com una novel·la curta, el projecte, però, va començar a créixer amb el temps fins a convertir-se en una obra molt més extensa. L'obra narra l'estada del seu protagonista principal, el jove Hans Castorp, en un sanatori dels Alps suïssos, al qual havia arribat al principi únicament com a visitant. L'obra ha estat qualificada de novel·la filosòfica, ja que, tot i que s'ajusta al model genèric del Bildungsroman o novel·la d'aprenentatge, introdueix reflexions sobre els temes més diversos: tant a càrrec del narrador com dels personatges (especialment Naphta i Settembrini, els encarregats de l'educació del protagonista). Entre aquests temes ocupa un lloc rellevant el del "temps", fins a l'extrem que el mateix autor la qualificà de "novel·la del temps" (Zeitroman), però també es dediquen moltes pàgines a discutir sobre la malaltia, la mort, l'estètica, la política, etc.
S'ha vist la novel·la com un fresc del decadent mode de vida de la burgesia europea als anys anteriors de la Primera Guerra Mundial.

## Creació de la novel·la
Segons declara el mateix autor en una introducció a la novel·la, la idea inicial de La muntanya màgica va arribar-li arran de l'estada de la seva dona, Katia, al Sanatori Wald de Davos, el 1912. En diverses cartes, avui dia perdudes, Katia informava detalladament al seu espòs de la seva vida quotidiana a la institució. El mateix Mann visità la seva dona durant una temporada (el maig i juny d'aquell any), i va poder conèixer ell mateix el funcionament del sanatori. Com escrigué la mateixa Katia:
| « | Va visitar-me a Davos, i la seva arribada fou, sens dubte, semblant a la de Hans Castorp. Ell també baixà del tren a Davos-Dorf i jo m'hi reuní amb ell, tal com feu el cosí de Castorp: Ziemssen. Vam pujar al sanatori, i hi parlàrem incessantment, com els cosins […] Vaig assenyalar-li els tipus diversos que ja li havia descrit, i després els incorporà a la seva novel·la, simplement canviant-ne els noms. | » |

Com a Castorp, a Mann el director del sanatori li suggerí que romangués internat per una estada, però l'autor rebutjà la proposta.
Un argument semblant havia aparegut ja a la novel·la Tristany, del 1903, en què el personatge d'Anton Klöterjahn porta la seva dona malalta de pulmons a un sanatori a la muntanya. Hi coneix l'escriptor Detlev Spinell. Ell el convenç que toqui al piano un passatge de l'òpera Tristany i Isolda, de Richard Wagner, tot i que els metges li havien prohibit qualsevol esforç.
En un primer moment, Mann pensà escriure sobre aquest tema una novel·la curta que fos "la contrapartida humorística" de La mort a Venècia, que havia publicat el 1912, una espècie de "drama satíric". El seu propòsit era publicar-la a la revista satírica Neue Rundschau. Començà l'escriptura del primer capítol de l'obra immediatament després de la tornada del sanatori, tot interrompent la novel·la en la qual estava treballant (Confessions de l'estafador Felix Krull). Aviat descobrí, però, que la història que tenia a la ment demanava una extensió més gran, per això acabà essent-ne una "novel·la curta allargada".
El treball de Mann a l'obra fou aturat per la Primera Guerra Mundial. Va reprendre-la el 1920, tot i que de forma discontínua. És important tenir en compte que durant el procés de creació de la novel·la, les opinions polítiques de Mann van patir una important transformació. En esclatar la Primera Guerra Mundial, donà suport explícitament a la causa bel·licista i al nacionalisme alemany amb diverses publicacions, entre les quals destaca l'assaig Consideracions d'un apolític, publicat el 1918. En aquest assaig, Mann defensa la tradició cultural alemanya (Kultur), oposant-la a la de les democràcies occidentals (Zivilisation). Aquesta presa de posició el feu enfrontar al seu germà, Heinrich Mann. Des del 1922, no obstant això, Mann, reconciliat amb el seu germà, va prendre decididament part de la democràtica República de Weimar.
Mann publicà finalment la novel·la, en dos volums, la tardor del 1924, a l'editorial S. Fischer.

## Argument

### Arribada al sanatori
La novel·la està dividida en set capítols, cadascun dels quals se subdivideix alhora en diversos epígrafs. El moment històric en què transcorre l'acció no s'indica de forma precisa, tot i que l'autor comenta al pròleg que l'obra té lloc:
| « | […] en un altre temps, al passat, d'antuvi, al món anterior a la Gran Guerra, amb l'esclat de la qual començaren moltes coses que, en el fons, encara no han deixat de començar. | » |

La novel·la s'obre amb el viatge en tren del jove de vint-i-tres anys Hans Castorp, des d'Hamburg fins a Davos, als Alps suïssos, per visitar el seu cosí Joachim Ziemssen, al Sanatori Internacional Berghof. En Castorp arriba al sanatori al capvespre d'un dimarts de principis d'agost (no s'indica a la novel·la la data exacta). En Joachim, que pensa seguir la carrera militar, fa ja cinc mesos que hi és internat, al sanatori, tractant-se de tuberculosi, i adverteix a en Castorp, quan el rep a l'estació, que al lloc s'hi viu amb un sentit del temps completament diferent de l'habitual. El sanatori es troba a la cimera d'una muntanya, a més de 1.600 metres d'altitud. A en Castorp, que va al sanatori no com a pacient, sinó com a simple visitant, li assignen l'habitació 34, en la qual acaba de morir una malalta estatunidenca, i que es troba entre la del seu cosí i la d'un matrimoni rus.
Després de narrar la primera presa de contacte d'en Castorp amb el sanatori i els seus hostes, s'expliquen (al capítol II) els antecedents familiars del protagonista, fill únic d'una família de comerciants d'Hamburg, que, després de la mort dels seus pares, ha estat educat primer pel seu avi, i després pel seu oncle, el cònsol Tienappel. Tot i que compta amb una bona posició econòmica gràcies a l'herència familiar, acaba de concloure els estudis d'enginyeria naval i està il·lusionat amb la perspectiva de començar a exercir la professió.
En el moment de la seva arribada, en Castorp té la intenció de romandre-hi només tres setmanes, abans d'incorporar-se a la seva feina a les drassanes Tunder & Wilms. La nit de la seva arribada, coneix un dels metges del sanatori: el doctor Krokovski.

### El primer dia

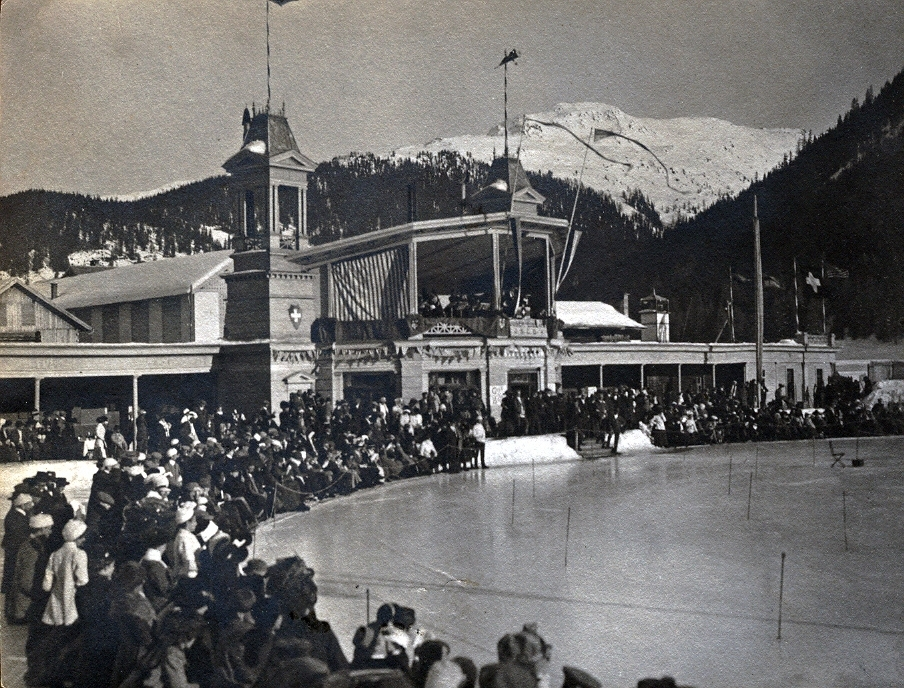
Pista de patinatge a Davos, prop del 1915.

El capítol III de la novel·la està íntegrament dedicat a narrar la primera jornada d'en Castorp al Sanatori Internacional Berghof. Lleugerament molest per les sorolloses manifestacions d'afecte del matrimoni rus que s'hostatja a l'habitació del costat, en Castorp baixa a esmorzar al menjador amb el seu cosí a les vuit del matí. El menjador és una sala àmplia i llarga, i amb molta llum, en què hi ha set taules, cadascuna amb capacitat per a deu persones. En Joachim presenta en Hans als seus companys de taula, tot i que ell no els para gaire atenció.
En sortir del menjador, en Castorp és presentat al metge en cap, el doctor Behrens, que nota símptomes d'anèmia en el jove. Tot seguit, en Castorp i el seu cosí surten a fer un tomb pels voltants del sanatori. Es troben amb un grup de joves de tots dos sexes, que formen part, segons explicarà posteriorment en Ziemssen, de la "Societat Mig Pulmó". Una noia del grup, Herminie Kleefeld, xiula amb el seu pneumotòrax per sorprendre en Castorp.

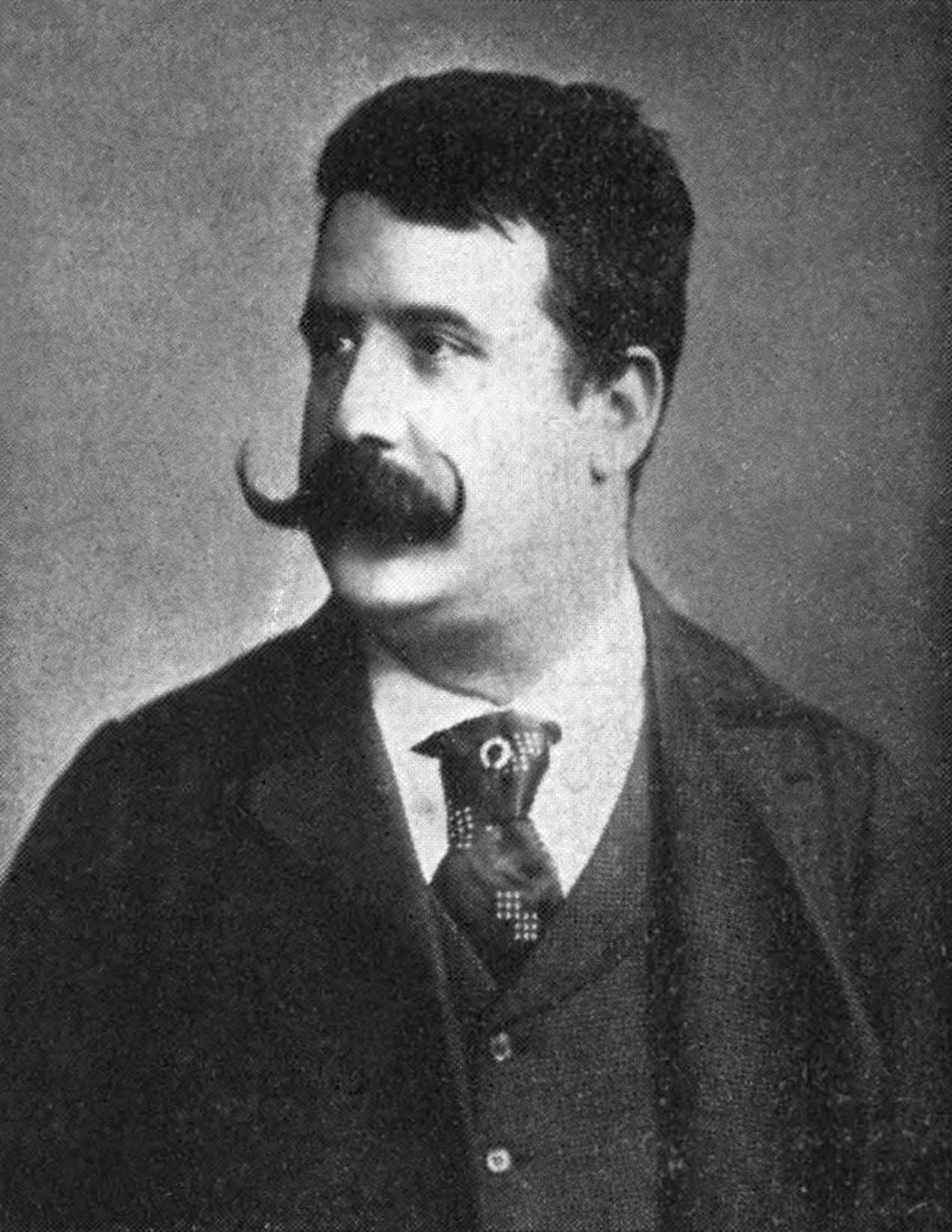

En Castorp comenta que ha començat a notar dos estranys símptomes des que es troba al sanatori: sent un estrany ardor a la cara, i ha deixat d'apreciar el sabor dels purs que sol fumar (de la marca Maria Mancini). La conversa que segueix entre tots dos cosins gira al voltant del tema de la mort, però l'interromp l'arribada d'un nou personatge: Lodovico Settembrini, un escriptor italià, de Pàdua, admirador de Giosuè Carducci, de qui recita un himne a Satan.
L'aparença d'en Settembrini, "mescla de deixadesa i encant", fa que en Castorp pensi en un tocador d'orguenet. La seva conversa, amb moltes cites literàries, amb referències a l'òpera La flauta màgica, al poeta llatí Virgili i la mitologia grega, causa a en Castorp una grata impressió. Amb el temps, en Settembrini, maçó, gran defensor de l'humanisme, la democràcia i el progrés, acabarà per convertir-se en l'amistós mentor d'en Castorp en qüestions de filosofia i política.
Els dos cosins tornen al sanatori per realitzar el repòs d'en Ziemssen. Tenen una breu conversa sobre la naturalesa del temps, fins que arriba l'hora de l'esmorzar. Quan acaben de menjar, fan de nou un tomb, i aquest cop arriben al poble, i després se'n tornen a reposar. Durant el dinar, que en Castorp considera excessiu, apareix un nou personatge: la Clawdia Chauchat, russa, que crida l'atenció d'en Castorp pel seu desagradable costum de donar cops de porta. Tot seguit, mentre jau a la chaise longue de la terrassa de la seva habitació, el protagonista és testimoni de les bravates d'un malalt sense cura, el senyor Albin, que, al seu jardí, fantasieja amb la idea del suïcidi davant un grup de senyores.
Durant el sopar, en Castorp torna a la Clawdia Chauchat, que li fa recordar algú, tot i que no aconsegueix saber qui. Després comença de nou una conversa amb Settembrini, qui l'aconsella que abandoni com més aviat millor el sanatori. El protagonista, que es troba ja molt cansat, no pren com a serioses les paraules de l'italià. Se'n va a dormir poc després. En els seus estranys somnis, es mesclen les persones que ha conegut al sanatori amb records de la seva infantesa.

### Les primeres tres setmanes. Settembrini i Clawdia Chauchat
El capítol IV descriu la vida d'en Castorp al sanatori durant aproximadament dues setmanes i mitja. Dos personatges tenen una especial importància en aquest capítol: Settembrini i Clawdia Chauchat.
Durant els dies que segueixen al seu ingrés al Sanatori Internacional Berghof, el protagonista conversa sovint amb en Settembrini, qui li parla del seu pare, un famós erudit, i del seu avi, Giuseppe Settembrini, que havia estat revolucionari i havia pres part a la Revolució del 1830. L'italià exposa també a Castorp les seves idees sobre la malaltia, la música i el progrés.
La conversa sobre la malaltia comença quan en Castorp, una mica a l'atzar, afirma que "la malaltia, en cert mode, té alguna cosa de noble". En Settembrini ho nega vehementment, tot exposant-hi el seu punt de vista, segons el qual la idea exposada per en Castorp és, en si mateixa, malaltissa i obscurantista. Sobre la música, les opinions d'en Settembrini resulten a en Castorp força sorprenents: tot i que reconeix "un aspecte moral" en tant que "estructura el temps a través d'un sistema de proporcions d'una particular força i així li dona vida, ànima i valor", afirma sentir-ne, d'ella, "una antipatia de caràcter polític". A la tercera conversa, a propòsit de la profunda admiració que sent pel seu avi, el revolucionari, Settembrini exposa clarament la seva visió del món:
| « | […] el món conté la lluita entre dos principis, el poder i el dret, la tirania i la llibertat, la superstició i el coneixement, el principi de conservació i el principi de moviment imparable: el progrés. Es podia definir l'un com el principi oriental; l'altre, com el principi europeu, car Europa era la terra de la rebel·lia, la crítica i l'activitat per transformar el món, mentre que el continent asiàtic atresorava la immobilitat i el repòs. | » |

Tot i la innegable fascinació que les paraules d'en Settembrini exerceixen sobre el seu estat d'ànim, el protagonista no se'n deixa convèncer, i àdhuc manifesta sovint que els seus punts de vista li semblen absurds. Oposa a en Settembrini la figura del seu propi avi, qui encarna els valors més positius del conservadorisme.
Durant aquest període, en Castorp comença també a sentir-se interessat per la Clawdia Chauchat, que ja el primer dia li havia cridat l'atenció pels seus sorollosos cops de porta. La Clawdia és una dona russa de vint-i-vuit anys, casada amb un funcionari destinat al Daguestan, de qui viu separada, car viu pràcticament tot l'any a sanatoris. Els seus trets "tàrtars" fascinen en Castorp, qui li fan recordar a més els d'un antic company d'escola pel que sentia adoració durant la infantesa: Pribislav Hippe. Del desgrat inicial que li produeixen les maneres de la Clawdia, en Castorp passa a un estat d'enamorament, encara quan no gosa confessar-s'ho a si mateix, i a un morbós interès que el porta a forçar breus trobades amb ella, tot i que no s'atreveix a parlar-hi. Madame Chauchat s'asseu a una taula relativament allunyada de la d'en Castorp al menjador, que a la novel·la es coneix com "la taula dels russos distingits".
El primer dilluns de la seva estada al sanatori, en Castorp, després de tornar d'un tomb que el deixa estranyament fatigat, assisteix a una conferència del doctor Krokovski, en què el doctor explica que la malaltia procedeix "d'una activitat amorosa reprimida", i defineix la "dissecció psíquica" com a mètode de cura, idees en part coincidents amb les aleshores en boca de Sigmund Freud.
Quan s'apropa el moment en què cal abandonar el sanatori, en Castorp agafa inesperadament un refredat, i descobreix que té febre. Accepta acompanyar el seu cosí a la consulta del doctor Behrens, i el doctor li descobreix una afecció pulmonar i li ordena fer llit durant tres setmanes. En Castorp, per tant, haurà de romandre al Sanatori Internacional Berghof durant un període no precisat, però que se suposa que serà força llarg.

### L'adaptació d'en Castorp
El cinquè capítol de l'obra és d'un període considerablement més llarg que els anteriors: des de setembre de l'any de l'arribada d'en Castorp al sanatori fins a febrer de l'any següent, concretament, fins a la nit de dimarts de carnestoltes.
Per curar-se de la seva inesperada malaltia, en Castorp passa tres setmanes al llit, sense participar de la rutina diària del sanatori, tot i que s'informa de les novetats mitjançant el seu cosí Joachim. Un dia rep la visita d'en Settembrini, qui li manifesta el seu desig d'actuar com a mentor seu: en Castorp hi accedeix encantat. Finalment, acabat el període de tres setmanes prescrit pel metge, i al final de setembre, en Castorp abandona el jaç i s'incorpora de nou a la vida del centre. Vuit dies després, li fan una radiografia, que confirma el diagnòstic inicial de Behrens. L'experiència de veure l'esquelet del seu cosí, i el de la seva pròpia mà, causa a en Castorp una pregona impressió: "Hans Castorp no es cansava de mirar […] aquells ossos sense carn que no eren res més que un memento de la mort".
A partir d'aleshores, en Castorp s'adapta a la perfecció a la seva nova vida com a pacient al sanatori. Escriu a la seva família per explicar-los la situació, que l'obligarà a posposar l'ingrés previst a les drassanes, i es prepara per a una estada llarga, de durada indefinida. Settembrini torna a prevenir-lo contra l'ambient del sanatori, i l'aconsella que en marxi com més aviat millor. A més a més, el preveu contra la influència "asiàtica" que pot patir-hi, en una al·lusió a l'amor dissimulat que llavors sent Castorp envers Clawdia Chauchat. Això no obstant, el protagonista no escolta les paraules de Settembrini.
Aleshores, Castorp està ja "perdudament enamorat" de Madame Chauchat, tot i que no s'atreveix ni tan sols a parlar-hi, i es conforma amb algunes breus trobades aparentment casuals, que li causen una gran excitació. Com que s'adona que el metge cap, el doctor Behrens, està pintant un retrat de Clawdia, es fa convidar a les seves habitacions amb l'única finalitat de veure el retrat de la seva estimada. La conversa amb el metge, no obstant això, crida la seva atenció cap al misteri de l'origen de la vida, i cap a disciplines com l'anatomia, la fisiologia, la patologia, l'embriologia i d'altres de semblants, sobre les quals comença a llegir amb fruïció. Enraona sobre què és allò que distingeix la vida de la mort, la matèria viva de la matèria inerta.
Després de la celebració de la festa de Nadal, que ni tan sols altera la monotonia imperant al sanatori, Castorp comença a interessar-se pels malalts que hi viuen, en tant que interès com a caritat cristiana i també com a morbosa fixació amb la mort. Secundat pel seu cosí Joachim, va al llit de mort de diversos malalts desnonants, bo i intentant fer-los més agradables llurs últims moments. Settembrini s'oposa enèrgicament a aquesta nova "afició" del protagonista, en general, molt bé rebuda pels destinataris de les visites. Els cosins dediquen força atenció sobretot a una malalta: Karen Karstedt, que no està internada al sanatori, sinó que viu al poble proper.
Amb aquestes activitats, passa el temps (Castorp ja s'ha adaptat a la diferent percepció del temps que regna al sanatori) i s'apropa el dimarts de carnestoltes, festivitat que és de gran importància per als habitants de la muntanya. Se celebra una festa amb disfresses, en què tots beuen abundantment, i, per assenyalar l'abolició per un dia de les diferències socials, tots els residents es tutegen. Només aquesta nit, després de gairebé set mesos d'estimar-la en silenci, Castorp gosa dirigir la paraula a Clawdia Chauchat, fent servir el mateix pretext que emprà en la infantesa per parlar amb Pribislav Hippe: li demana un llapis. Comença a parlar amb la russa, en francès, i li confessa el seu amor per ella. Madame Chauchat manté una actitud un pèl ambigua sobre les seves aproximacions, però deixa entreveure que després tenen una fugaç trobada eròtica, que no es narra explícitament a la novel·la. Clawdia li revela que l'endemà ha decidit partir cap al Daguestan per trobar-se amb el seu marit, la notícia deixa dessolat Castorp, tot i que deixa oberta la possibilitat de tornar-n'hi. Abans d'acomiadar-se'n, Castorp i Clawdia intercanvien llurs respectives plaques pulmonars.

### Naphta
El capítol VI s'inicia l'endemà de la partida de la Clawdia, que deixa en Castorp sense consol. Durant un temps s'interromp la relació entre en Castorp i en Settembrini, ja que l'italià està decebut pel comportament del jove pel que fa a Madame Chauchat. Tanmateix, arribada ja la primavera, ambdós reprenen llur relació. L'italià li anuncia, però, la seva intenció d'abandonar el sanatori per instal·lar-se al poble (a Davos Dorf), ja que finalment ha desistit de la seva cura. En Castorp comença aleshores a anar a sessions de psicoanàlisi (de "dissecció psíquica") al despatx del doctor Krokovski, i sent, coincident amb el floriment primaveral, un sobtat interès per la botànica. En Ziemssen anhela partir per incorporar-se a la carrera militar, però els metges li ho desaconsellen completament.
Un dia que els cosins estan passejant pels voltants, es troben per casualitat amb en Settembrini, que ja ha abandonat el sanatori, i passeja amb un professor de llatí que viu de lloguer al mateix edifici que ell: Leo Naphta. Malgrat les reticències de l'italià, que veu en Naphta una influència perjudicial per a en Castorp, els cosins el visiten a casa seva.
Les converses entre en Naphta i en Settembrini, dues formes oposades de veure el món, ocupen nombroses pàgines de la novel·la. A la primera conversa que escolta en Castorp, Settembrini es declara monista, i en Naphta dualista. Mentre que en Settembrini és partidari de l'acció, en Naphta defensa la vida contemplativa. La conversa comença a vorejar temes polítics, i en Naphta expressa vagament la seva idea d'un "nou regne de Déu", mentre que l'ideal d'en Settembrini és la "República universal".
La segona conversa es desenvolupa dies després, quan en Castorp i en Ziemssen van a visitar en Naphta a les seves habitacions, que els sorprenen per com en són, de luxoses. Una Pietà gòtica crida l'atenció d'en Castorp, que el commou perquè "mai no hagués pogut imaginar res de tan lleig […] i alhora tan bell". En Castorp i en Naphta han començat una conversa sobre estètica quan inesperadament arriba en Settembrini i s'uneix a la reunió. A la discussió que segueix, en Naphta hi manifesta alguns punts de vista que sorprenen en Castorp: defensa la teoria geocèntrica de Ptolemeu, davant l'heliocentrisme de Copèrnic, ja que només "és vertader allò que és beneficiós per a l'home". D'aquest mode:
| « | L'home és la mesura de totes les coses i la seva felicitat és el criteri de la veritat. Un coneixement teòric que manca de referència pràctica a la idea de felicitat de l'home estaria tan súmament desproveït d'interès que no se li podria concedir el valor d'ésser vertader i hauria de ser rebutjat. | » |

Tot seguit, en Naphta exposa les seves idees polítiques: és enemic de l'Estat, del capitalisme i de la burgesia, i defensa la restauració d'un suposat estat originari de la Humanitat, 
| « | sens organització social i sense violència, un estat d'unió directa de la criatura amb Déu en el qual no existeixen ni el poder ni el servatge, no existien ni la llei ni el càstig, ni la injustícia, ni la unió carnal, ni la diferència de classes, ni el treball ni la propietat; només la igualtat, la fraternitat i la perfecció moral. | » |

La ideologia que exposa en Naphta a continuació és una mescla de mil·lenarisme cristià, anarquisme i comunisme, en paraules d'en Castorp, "un individualisme anònim i col·lectiu". El component comunista té una gran importància, per com menciona "solució provisional" la "dictadura del proletariat".

### La partida d'en Ziemssen
Arriba el mes d'agost, i l'estada d'en Castorp al sanatori fa un any. En Joachim, que fa gairebé un any i mig que hi és internat, decideix, quan el doctor Behrens li prescriu uns altres sis mesos d'estada al Berghof, abandonar la institució per incorporar-se al seu regiment. Quant a en Castorp, el doctor dictamina que s'ha restablert ja, però ell es nega a acceptar-ho, i decideix romandre al sanatori. Pocs dies després, en Ziemssen abandona el Berghof. A la tardor arriba un dels oncles d'en Castorp, James Tienappel, amb la finalitat de fer-ne fora el seu nebot, ja que no entén per què vol romandre-hi. L'arribada d'en Tienappel recorda la del mateix Castorp l'any anterior; com en Castorp amb Madame Chauchat, en Tienappel comença a sentir-se fascinat per una tal senyora Redisch. Tanmateix, després d'una morbosa conversa sobre la mort al menjador, parteix sobtadament, desistint d'endur-se el seu nebot.
Després que el seu cosí marxés, en Castorp estableix relacions amistoses sobretot amb dos malalts: Anton Karlovitx Ferge, rus, de Sant Petersburg, un dels desnonats que visità en l'època en què practicava la caritat; i Ferdinand Wehsal, alemany, de Mannheim, enamorat platònic, com n'havia estat en Castorp, de la Clawdia Chauchat. Amb ells va sovint a visitar en Naphta i en Settembrini. L'interès d'en Castorp per en Naphta es veu reforçat quan descobreix que és jesuïta, i troba semblances entre la seva condició i la del seu cosí Ziemssen, el militar. Uns mesos després, ja proper el Nadal, té lloc una nova conversa entre en Naphta i en Settembrini, a la qual assisteixen com a testimonis en Castorp, en Ferge i en Wehsal, sobre la malaltia i la mort. Durant el curs d'aquesta conversa, s'aborden també els temes de la tortura i la pena de mort, sobre els quals en Naphta i en Settembrini mantenen posicions divergents.

### El "somni de neu"
L'episodi titulat "Neu", integrat al capítol VI, pot considerar-se com el punt àlgid de la segona meitat, i potser àdhuc de tota la novel·la, tot i que té un fort caràcter episòdic.
Durant el segon hivern que Castorp passa al sanatori, cau una enorme nevada, i el protagonista, que desitja entrar en contacte amb la natura, decideix adquirir uns esquís, i, equipat, emprèn una sèrie d'excursions per les valls properes.
Durant una d'aquestes excursions, bo i buscant intencionadament el perill del "blanc res" del paisatge nevat, que exerceix en ell una romàntica atracció, Hans Castorp es veu atrapat en una tempesta de neu. Ha de refugiar-se del vent a una cabana solitària, en la qual no aconsegueix entrar. Fa un glop d'oporto. L'efecte de la beguda, juntament amb l'esforç, li causa un estrany somni.
En el somni veu inicialment una meravellosa badia que li evoca les costes de la Mediterrània (on mai no ha estat), amb joves alegres i formosos, fills de la mar i el sol, que es tracten amb amabilitat, consideració i respecte. Tot seguit descobreix un estrany temple, en el qual entra, descobrint dues estàtues femenines, que semblen dona i filla. Per algun motiu, l'angoixa va envaint el seu ànim. La porta del santuari del temple està oberta, i Castorp guaita una escena terrible: dues bruixes esquincen i devoren un nen petit davant les flames d'una llar. Mig despert, comparant ambdues escenes oníriques, Hans Castorp reconeix que les formes i la civilitat humanes finalment no són res més que la superació de l'horrible que es troba en hom. Ara dubta dels seus mentors Settembrini i Naphta, que considera simplistes, però també dels contraris "mort-vida", "malaltia-salut", "ment-natura". L'ésser humà és més noble que les contradiccions, perquè les contradiccions només existeixen a través d'ell, per això és llur amo. Castorp de seguida ho oblida després de fugir a temps de la tempesta. De fet, són fonamentalment reflexions de Thomas Mann, escrites per a si mateix i per al lector.

### Tornada i mort de Ziemssen
Després d'un any d'absència, durant el qual ha seguit amb èxit la seva carrera militar, i fins i tot ha arribat a ser tinent, el cosí de Castorp, Joachim Ziemssen, emmalalteix una altra vegada, i es veu obligat a tornar al Sanatori Berghof. Arriba a principis d'agost, dos anys després de l'arribada de Castorp al sanatori i del començament de la novel·la. Ziemssen, que arriba acompanyat de la seva mare, assabenta Castorp sobre Clawdia Chauchat, amb qui ha coincidit a Múnic, i l'informa que pensa tornar al sanatori, possiblement a l'hivern.
Ziemssen reprèn la seva vida d'antuvi juntament amb Castorp i els seus nous companys, Ferge i Wehsal, i les seves visites a Naphta i Settembrini. Ja abans de la tornada de Ziemssen, Castorp havia descobert, mitjançant Naphta, la pertinença de Settembrini a la francmaçoneria, i havia conversat sobre el tema amb cadascun dels seus mentors per separat, sobre els propòsits d'aquesta societat. Ja en presència del cosí de Castorp, té lloc una altra conversa entre Naphta i Settembrini sobre la literatura, que s'inicia quan el primer emet un judici despectiu sobre el poeta llatí Virgili, i ridiculitza la tradició clàssica en general. Això comporta la resposta de Settembrini. Per a Naphta, el que es coneix com a tradició clàssica no és res més que "una forma de pensament típica d'una època concreta, del liberalisme burgès, exactament, que com a tal pot morir amb ella", mentre que per a l'italià és "el reflex de l'essència de l'home".
Passa el temps i l'estat de salut de Ziemssen empitjora progressivament. Castorp aconsegueix que el metge cap Behrens li reveli que la seva mort és imminent. Arriba un moment en què el malalt es veu obligat a fer llit, i Castorp fa venir de nou la seva mare. Finalment, Ziemssen mor al final de novembre, a les set del vespre, i deixa tothom commogut per l'heroisme amb què ha acceptat el seu destí.
Amb la mort de Ziemssen conclou el sisè capítol de la novel·la.

### Un nou personatge: Mynheer Peeperkorn
Finalment, a començaments d'hivern torna, com Castorp esperava, Clawdia Chauchat. Torna, tanmateix, acompanyada d'un nou perssonatge, Mynheer Peeperkorn, un holandès que s'ha convertit en el seu nou amant. Peeperkorn, immensament ric gràcies a les seves plantacions de cafè a Java, crida aviat l'atenció de tots els malalts del sanatori per la seva personalitat i per les seves maneres imperioses. L'hedonista Peeperkorn és alcohòlic i té un gran apetit. Tot i que inicialment Castorp pateix per veure's relegat en l'amor de Clawdia, acaba també fascinat per Peeperkorn. Veu en la força de la seva personalitat la superació de l'actitud exclusivament intel·lectual davant la vida de Naphta i Settembrini.
Castorp presenta Peeperkorn als seus dos mentors, tot i que ells no comparteixen la seva admiració per l'holandès. Malgrat la interferència que suposa la presència de Peeperkorn, Naphta i Settembrini continuen llurs interminables disputes, en aquesta ocasió sobre el paper de l'Església en la història de la humanitat. Encara que Peeperkorn és incapaç d'articular un discurs coherent, la força de la seva personalitat fa que els duels dialèctics entre ambdós contrincants perdin llur força.
En una conversa posterior, Castorp se sincera amb Clawdia, qui continua estimant malgrat la seva pregona admiració per Peeperkorn. Castorp i Clawdia reprenen llur relació, d'amagat a Peeperkorn. Dies després, Castorp visita l'holandès, que ha de fer llit freqüentment, a les seves habitacions. Es confessen llur mútua amistat, i Castorp li revela finalment la seva relació amb Clawdia. Això no afecta, tanmateix, la seva amistat, sinó que més aviat sembla enfortir-la.
El mes de maig, el grup format per Castorp, Ferge, Wehsal, Settembrini, Naphta, Peeperkorn i Clawdia Chauchat emprèn una excursió per visitar la cascada de la vall de Flüela. Aquella mateixa nit, una infermera desperta Castorp: Peeperkorn acaba de suïcidar-se, fent servir un enginyós mecanisme que "reprodueix la mossegada d'una serp de cascavell", per inocular-se una combinació de diferents verins. Abans, però, en una conversa amb Castorp, l'holandès s'havia revelat com un expert en verins. Madame Chauchat abandona el Sanatori Berghof per no tornar-hi mai més.

### Final
Cap al final de la novel·la, tant Castorp com la resta dels habitants del sanatori cauen en un estat d'avorriment ("anestèsia dels sentits") que els fa dedicar llur temps a les activitats més diverses i banals: la fotografia, la filatèlia, la passió per la xocolata o el dibuix, sense oblidar les trobades eròtiques entre els residents. Alguns personatges tenen idees més boges, com la idea de resoldre el problema de la quadratura del cercle. Castorp, per la seva banda, es lliure apassionadament a la música quan el doctor Bahrens es fa amb un gramòfon i una completa col·lecció de discs per al sanatori. El seu tema favorit és un lied de Franz Schubert, Der Lindenbaum, inclòs el cicle Viatge d'hivern.
El doctor Krokovski s'interessa pel món paranormal, sobretot quan una pacient, la danesa Ellen Brand, dona mostres de posseir poders paranormals. Comencen a organitzar-se sessions d'espiritisme. Durant el transcurs d'una d'aquestes sessions, Castorp sol·licita que aparegui l'esperit del seu cosí mort Joachim Ziemssen. En efecte, s'apareix Ziemssen, i Castorp, commogut, li demana perdó.
Es van exasperant els ànims i augmenten les disputes, dins i fora del sanatori, que de vegades arriben a la violència, bo i anticipant l'arribada imminent de la Primera Guerra Mundial. També creix la tensió entre Naphta i Settembrini. En una de llurs contínues discussions, Settembrini ofèn Naphta, qui el repta a un duel amb pistoles. Tot i els esforços de Castorp per evitar-ho, el duel té lloc. Settembrini, això no obstant, dispara intencionadament a l'aire; Naphta, despitós, s'apunta amb la pistola i se suïcida.
Finalment, esclata la guerra, just quan fa set anys que Castorp és al sanatori. Després d'acomiadar-se de Settembrini, el protagonista abandona la institució per allistar-se com a soldat. Canvia bruscament l'escenari, i es mostra una batalla, en què diversos soldats han de prendre una posició, encara que és sabut que molts hi moriran. S'identifica Castorp com un dels soldats. Com a presagi de la seva mort (que no es narra), està taral·larejant Der Lindenbaum.

## Personatges

### Castorp
Segons declaracions del mateix Mann, el personatge d'en Castorp és una espècie de cercador del Grial, en la línia del Parzival de Wolfram von Eschenbach, o del Perceval de Chrétien de Troyes. A la novel·la, és un personatge el tret característic principal del qual és l'avidesa de coneixement. La seva personalitat és molt influenciable: en Settembrini i en Naphta es disputen la seva ànima com feien Déu i el Dimoni amb l'home a l'Edat Mitjana.
En Castorp prové de la burgesia d'Hamburg (així com Mann procedia d'una família de comerciants de Lübeck). El medi social del qual prové determina en gran manera la seva actitud davant la vida, i fa que al començament es mostri hostil a les ideologies de signe radical, exposades per en Naphta o en Settembrini. Per a en Settembrini, és un nen mimat per la vida, i la Clawdia Chauchat el considera un joli bourgeois à la petite tache humide.
La tria del nom per part de Mann no és casual: Hans és un dels noms més usuals a Alemanya, per això pot servir per representar el típic alemany. Molts contes populars alemanys estan protagonitzats per un personatge anomenat Hans, com Hans in Glück. S'ha mencionat també, ja que Hans és la versió abreujada de Johannes, que el nom pot al·ludir també a Joan Baptista, precursor de Crist, o a Joan Evangelista, autor del Quart Evangeli i de l'Apocalipsi.

### Settembrini
En Settembrini és un dels personatges fonamentals de la novel·la. Exerceix de mentor paternal d'en Castorp, i representa en cert mode el sistema de valors de la burgesia, així com l'afirmació vitalista de la feina, l'activitat creativa i el progrés de la humanitat. En aquest sentit adverteix a en Castorp contra l'atmosfera mòrbida del sanatori, i particularment contra la seva atracció per la Clawdia Chauchat, i l'insta a dur una vida activa fora del sanatori. El personatge d'en Settembrini està igualment vinculat a la tradició humanística, i als valors de la democràcia i la Il·lustració, amb especial èmfasi en la tolerància i en els drets humans. Es dedica a compondre una Enciclopèdia del Patiment.
El seu pensament, això no obstant, no està exempt de contradiccions: és defensor de la guerra tot i que té una causa nacionalista (es considera un patriota italià i és enemic declarat de l'Imperi Austrohongarès).
La seva funció d'il·lustrador o il·luminador d'en Castorp es posa de manifest simbòlicament en alguns moments, com quan en entrar en la seva cambra, que era a les fosques, obre repetidament el llum. El seu admirat mestre, en Carducci, ha escrit àdhuc un himne a Llucifer, un altre portador de la llum, a qui anomena la forza vindice della ragione. A ell mateix li agrada comparar-se amb Prometeu, el personatge mitològic que duu el foc, ço és, la il·luminació a l'ésser humà.

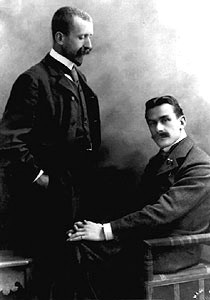
Els germans Heinrich i Thomas Mann pels volts del 1900.

El seu antagonista, Naphta, considera despectivament en Settembrini un Zivilisationsliterat (literat de la civilització), la mateixa expressió que en el seu assaig Consideracions d'un apolític (1918), havia fet servir Mann per referir-se a la caricatura d'un cert tipus d'escriptor francòfil, d'ideologia liberal, com el que encarnava el seu propi germà, Heinrich Mann. Potser va ser aquest el model inicial del personatge d'en Settembrini. A mesura que Mann va anar desenvolupant la novel·la, tanmateix, el personatge fou encarnant els valors de la democràtica República de Weimar, als quals Mann va adherir-se després de reconciliar-se amb el seu germà el 1922. Per aquest motiu es pensa que en gran manera les idees expressades per en Settembrini són les del mateix autor, especialment en els últims capítols de la novel·la.
L'aparença externa d'en Settembrini està inspirada en la del compositor Ruggiero Leoncavallo. D'altra banda, va haver-hi realment un personatge anomenat Luigi Settembrini, que fou un escriptor i patriota italià que participà activament en la unificació italiana.

### Leo Naphta
En Leo Naphta és un jueu convers al catolicisme que ha ingressat a l'orde jesuïta, i que es restableix en Davos de la seva malaltia pulmonar. És l'antagonista d'en Settembrini, amb qui es disputa l'atenció d'en Castorp.
El personatge d'en Naphta simbolitza els extremismes de tots dos costats que hi havia en la República de Weimar, i que varen acabar conduint a la implantació d'un sistema totalitari. El seu pensament, nostàlgic de l'ordre medieval, mescla elements molt heterogenis que procedeixen d'ideologies com l'anarquisme, el comunisme i el feixisme. Té un gran domini de la dialèctica i la retòrica, i és un sofista consumat.
En Naphta es disputa amb en Settembrini l'educació d'en Castorp. Durant algun temps, en Castorp sembla dubtar entre l'un i l'altre, però finalment -sobretot a partir de l'episodi Neu, al capítol VI-, acaba per decantar-se per en Settembrini. És evident que el personatge d'en Naphta no estava previst en el primer projecte de la novel·la, sinó que va incorporar-s'hi posteriorment. Com a possibles models del personatge s'ha citat György Lukács, Lev Trotski i fins i tot Friedrich Nietzsche. És destacable el fet que l'autor triés un jueu com a personatge que defensés tesis totalitàries, així com ocorre a Doktor Faustus, on el pensament feixista està representat pel jueu Chaim Breisacher.